# تحالف خدمات
تحالف خدمات هو تحالف سياسي عراقي، أُسِّس في الثالث عشر من شهر حزيران عام 2023، بزعامة القيادي في الحشد الشعبي شبل الزيدي.

## الهيأة القيادية
يتكون التحالف من عدد من السياسيين العراقيين، من بينهم شبل الزيدي، والدكتور محمد جميل المياحي، محافظ واسط، والمهندس محمد صاحب الدراجي، مستشار رئيس مجلس الوزراء للشؤون الفنية في حكومة محمد شياع السوداني، ووزير الصناعة والمعادن الأسبق.

## كتلة خدمات النيابية
يمتلك التحالف كتلة خدمات النيابية في مجلس النواب العراقي، والتي تتكون من ثلاثة عشر نائباً برئاسة النائب عزيز شريف المياحي، عضو لجنة النزاهة النيابية، بالإضافةِ إلى عددٍ من أعضاء الحكومات المحلية في المحافظات العراقية، من بينهم محافظون ونواباً، ورؤساء للمجالس التنفيذية.